# Gazeta Kłodzka
Gazeta Kłodzka – tygodnik ukazujący się od września 2009 roku na terenie miast i gmin Kłodzko, Bystrzyca Kłodzka, Polanica-Zdrój oraz Szczytna.
Przynosi aktualne wiadomości społeczno-polityczne, kulturalne i gospodarcze z życia regionu. Zawiera stałe rubryki m.in. Bulwersujące, Interwencje, Temat z jedynki, Polityka, Zdrowie, Ludzie, Społeczeństwo, Sport, Wydarzenia.
Szata graficzna i zestaw informacji wzorowana są na tygodniku „Gazeta Noworudzka” wydawanym przez Wydawnictwo Ziemia Kłodzka.
„Gazeta Kłodzka” ukazuje się w piątki, jest dostępna także w wersji elektronicznej.
Równolegle do „Gazety” działa współpracujący z nią portal Klodzko24.eu.